# Mořice
Mořice (en allemand : Morschitz) est une commune du district de Prostějov, dans la région d'Olomouc, en République tchèque. Sa population s'élevait à 536 habitants en 2023.

## Géographie
Mořice est arrosée par la rivière Haná et se trouve à 1,5 km au sud du centre de Němčice nad Hanou, à 14,5 km à l'ouest-nord-ouest de Kroměříž, à 17 km au sud-est de Prostějov, à 29,5 km au sud d'Olomouc et à 217 km à l'est-sud-est de Prague.
La commune est limitée par la rivière Haná et la commune de Němčice nad Hanou au nord, par Vrchoslavice à l'est, par Pavlovice u Kojetína et Tištín au sud, et par Nezamyslice à l'ouest.

## Histoire
La première mention écrite de la localité date de 1238.

## Galerie

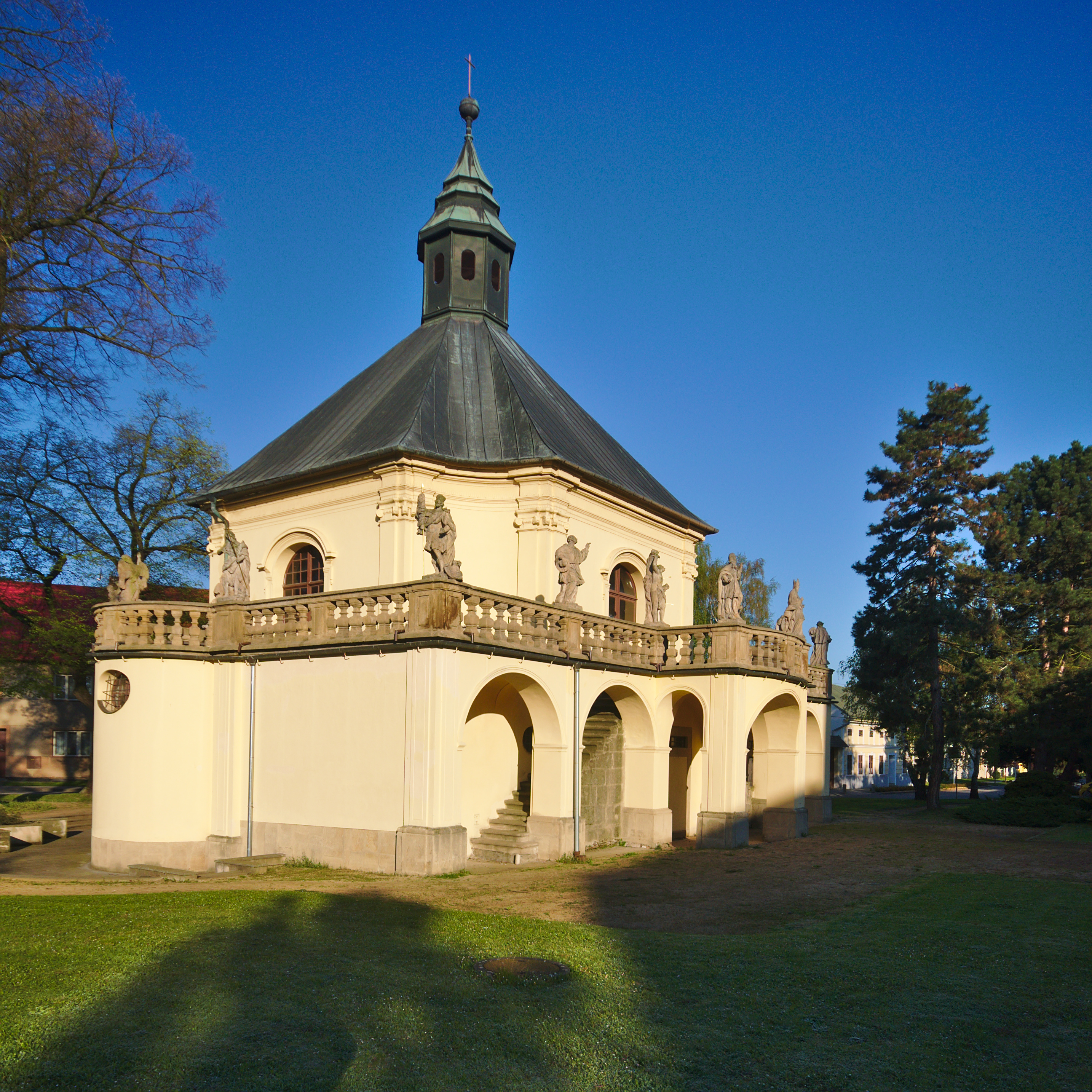
Église Saint-Martin.
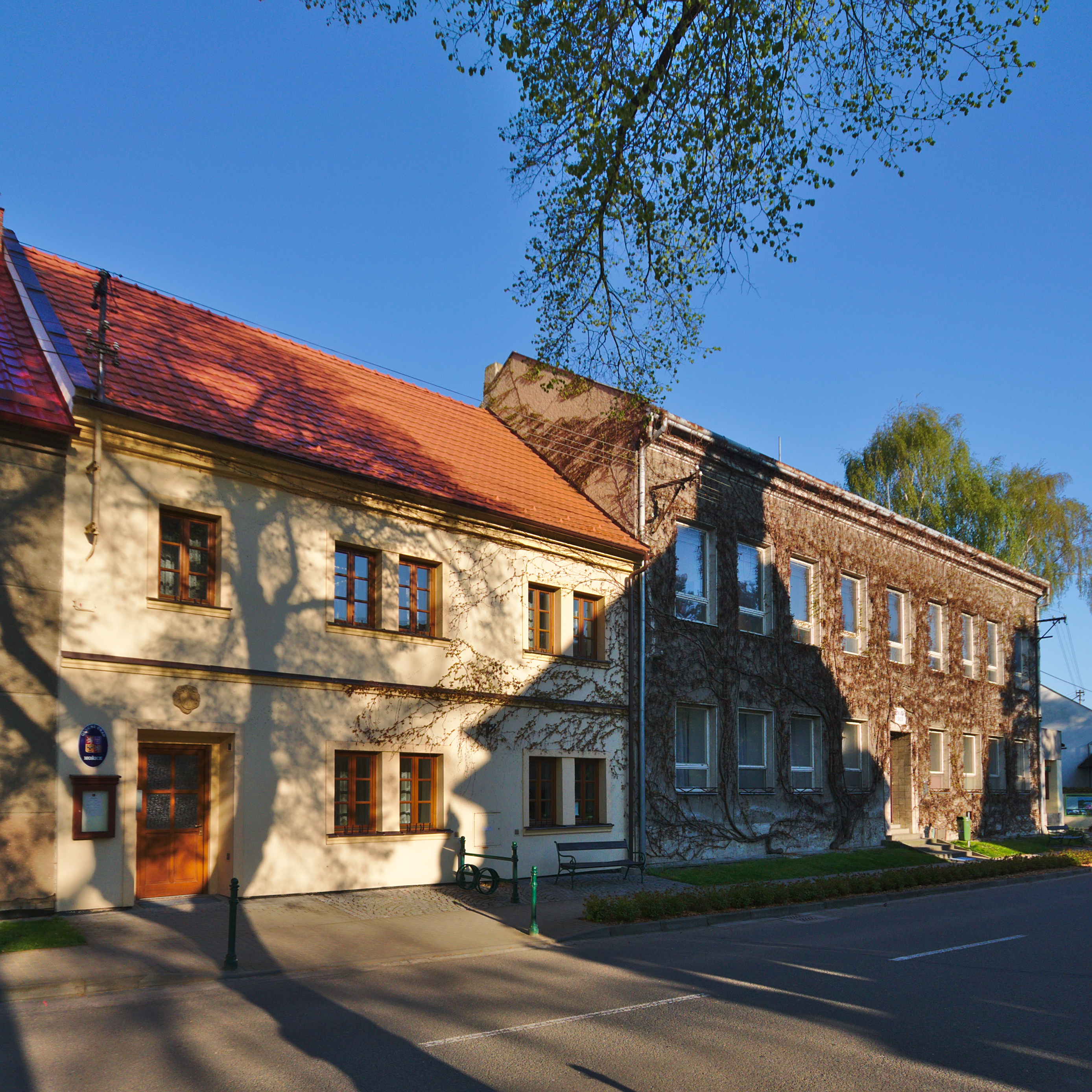
Mořice : la mairie.

## Transports
Par la route, Mořice se trouve à 2 km de Němčice nad Hanou, à 17,5 km de Kroměříž, à 19 km de Prostějov, à 37 km d'Olomouc et à 259 km de Prague. La commune est desservie par l'autoroute D1 dont la sortie no 244 se trouve sur son territoire.